# Вазнесењска црква у Београду
Вазнесењска црква или црква Вазнесења Господњег у Београду је српска православна црква, налази се у улици Aдмирала Гепрата. Посвећена је Вазнесењу Господњем (Спасовдан).
На простору између улица Краља Милана и Немањине се налазила коњичка касарна, у чијем се кругу налазила и црквица од шаторског платна, претеча садашње цркве, која је дуго називана војничком. Кнез Михаило је 1860. одредио простор за зидање храма, тада познат као Дудара — државни расадник белих дудова. Радови су почели на пролеће 1861, због неочекивано поводног земљишта било је потребно посебно урадити темеље.
Црква је подигнута 1863. године, београдски митрополит Михаило ју је освештао у недељу 24. марта (5. априла). Налог за њену изградњу дали су 1860. године кнез Михаило Обреновић и митрополит Михаило, а подигнута је добровољним прилозима многих Београђана, као и зајмом 1.000 цесарских дуката од палилулске цркве Светог Марка (градња је укупно коштала 5.000 дуката = 60.000 динара). Планове су израдили Павле Станишић и Јован Ристић, грађевинске радове су обавили Јосип Шток и Фердинанд Ставенов, а предузимач је био Коча З. Поповић. Црква је обликована у духу тада владајућег романтизма, по угледу на старе српске манастире, пре свега Раваницу. У почетку је служила и као војна црква јер се налазила у близини војних објеката. Прве три године, од 1863—1866. била је војна црква, али је указом Митрополита Михаила постала парохијски храм. Спасовдан или Вазнесење Господње је и крсна слава града Београда, који тиме чува спомен на тај дан 1403. године када га је деспот Стефан Лазаревић прогласио српском престоницом, а верски празник за градску славу.
У октобру 1914, на Михољдан, цркву је погодила граната од 30 kg и зарила се у свод иза предикаонице, два метра испред олтара, али није експлодирала — извађена је тек почетком марта 1922, а службе су се у међувремену нормално држале (у чланцима из 1922. помиње се да је граната у торњу одн. кубету).
У доба аустроугарске окупације (Први светски рат) је служила за потребе протестаната.
Прве иконе је насликао сликар Никола Марковић 1864. године, али је касније израда икона поверена Стеви Тодоровићу, који је овај подухват завршио 1881. године. Такође, првобитне зидне слике Николе Марковића уступиле су место новим композицијама Андреја Биценка након обнове 1937. године. Црква има богату ризницу са збирком икона, старих књига, златарских дела и других премета из 19. века.
У априлу 1940. је пало највеће звоно и убило дечака који је звонио.
Тешко је оштећена у бомбардовању Београда (1941. и 1944) и погинуо је велики број људи. У дворишту испред цркве налази се споменик у облику крста погинулим.
Последња литија на Спасовдан у Београду, након доласка на власт комуниста, била је 1947. године. У летопису Вазнесенске цркве је записано да је литија била каменована од стране агилних скојеваца, а исте године је забрањена. Спасовдан је као слава Београда обновљена 1993. године када је улицама у центру града прошла литија први пут после 46 година. Литија има устаљену трасу београдским улицама, симболично затварајући круг у порти Вазнесенске цркве. Сваке године на црквену славу Спасовдан после литургије полази литија која се креће улицама Београда и поново враћа у цркву.
У септембру 2013. године је свечано прославила 150 година постојања.
Из ње креће Спасовданска литија.

## Галерија
- Вазнесењска црква у 19. веку
- Споменик погинулим у Вазнесењској цркви за време бомбардовања Београда 1941.
- Споменик погинулим у Вазнесењској цркви за време бомбардовања Београда 1941.